# Phasianus
Phasianus és un gènere d'ocells de la subfamília dels fasianins (Fasianinae), dins la família dels fasiànids (Fasianidae). Aquests faisans tenen una ampla distribució natural per Àsia, des del Caucas i el Mar d'Aral, fins a la Xina i Japó. A més s'ha introduït a molts països per gairebé tot el món.

## Llista d'espècies
S'han descrit 2 espècies dins aquest gènere:
- Faisà comú (Phasianus colchicus).
- Faisà verd (Phasianus versicolor).

A la classificació de Clements 6a edició (revisió de 2009), versicolor és considerat un grup de subespècies de colchicus.